# Cosmic (альбом Томаса Андерса)
Cosmic — пятнадцатый студийный альбом Томаса Андерса, вышедший в 2021 году. Первый альбом на английском языке с 2016 года.

## Создание
Альбом является сознательной попыткой Томаса и его действующего продюсера Кристиана Геллара воссоздать звук Modern Talking. Все песни оригинальные, но содержат множество отсылок и заимствований из песен дуэта. Например, песня Ready for Romance названа по одноимённому альбому дуэта, а в сингле Cosmic Rider можно услышать слова из песни Only Love Can Break my Heart.
Синглами были выпущены песни Cosmic Rider и Modern Talking (Connect The Nation). Второй из них посвящён тематике социальных сетей, однако много слушателей не заметили этой детали.

## Список композиций
Все песни написаны Кристианом Гелларом.
| №   | Название                              | Длительность |
| --- | ------------------------------------- | ------------ |
| 1.  | «Cosmic Rider»                        | 3:54         |
| 2.  | «Undercover Lover»                    | 3:42         |
| 3.  | «Ready for Romance»                   | 3:50         |
| 4.  | «Je Ne sais Pa»                       | 3:22         |
| 5.  | «Moonlight in Your Eyes»              | 3:39         |
| 6.  | «Today, Tonight, Together»            | 3:43         |
| 7.  | «More Than A Million»                 | 3:42         |
| 8.  | «Don't Let Me Down»                   | 3:45         |
| 9.  | «Heaven No. 9»                        | 3:40         |
| 10. | «Another Night, Another Heartache»    | 3:30         |
| 11. | «Angel Blue Eyes»                     | 3:28         |
| 12. | «Modern Talking (Connect the Nation)» | 3:33         |

## Чарты
iTunes — 12 место

## Отзывы
Алексей Мажаев с сайта Intermedia дал альбому смешанную оценку, отметив, что хотя Томасу Андерсу и Кристиану Геллару действительно удалось воссоздать звучание Modern Talking, воссоздание звука 1980-х годов вряд ли сулит высокие продажи.